# Felinto Perry

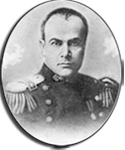

Felinto Perry (Rio de Janeiro, 12 de fevereiro de 1870 — Rio de Janeiro, 2 de dezembro de 1929) foi um Vice-almirante brasileiro. É conhecido por ter sido um dos responsáveis pela introdução dos meios submersíveis na marinha brasileira. Perry estava a bordo do cruzador Almirante Barroso quando de seu naufrágio no Golfo do Leão em 21 de maio de 1893. O navio de salvamento submarino NSS Felinto Perry (K-11) da Marinha do Brasil foi nomeado em sua homenagem.